# Batalha de Arronches
A Batalha de Arronches foi um choque de cavalaria envolvendo forças portuguesas e espanholas perto de Arronches, Portugal.
Foi um dos episódios mais conhecidos da Guerra da Restauração, travado em 8 de Novembro de 1653 algures entre Arronches e Assumar (o local exacto não é conhecido com precisão, mas seria pouco distante de Arronches).
A vitória obtida pela cavalaria portuguesa comandada por André de Albuquerque Ribafria abriu caminho a alguns meses de iniciativa e supremacia dos portugueses naquela fronteira de guerra, permitindo inclusivamente a tomada de Oliva.
Neste choque estiveram envolvidos 950 cavaleiros e 100 infantes da Ordenança do lado português e 1300 cavaleiros do lado espanhol, comandados pelo tenente-general Conde de Amarante.
Após a mesma refrega, o general André de Albuquerque teve se transportar numa liteira e um braço imobilizado para manter o comando e assim recuperar das pisaduras sofridas no combate (onde caíra do cavalo logo no início da refrega e fora atropelado pela sua própria cavalaria, tendo sido mesmo dado como morto) quando lhe foi atribuído o comando da operação.